# Appelflap

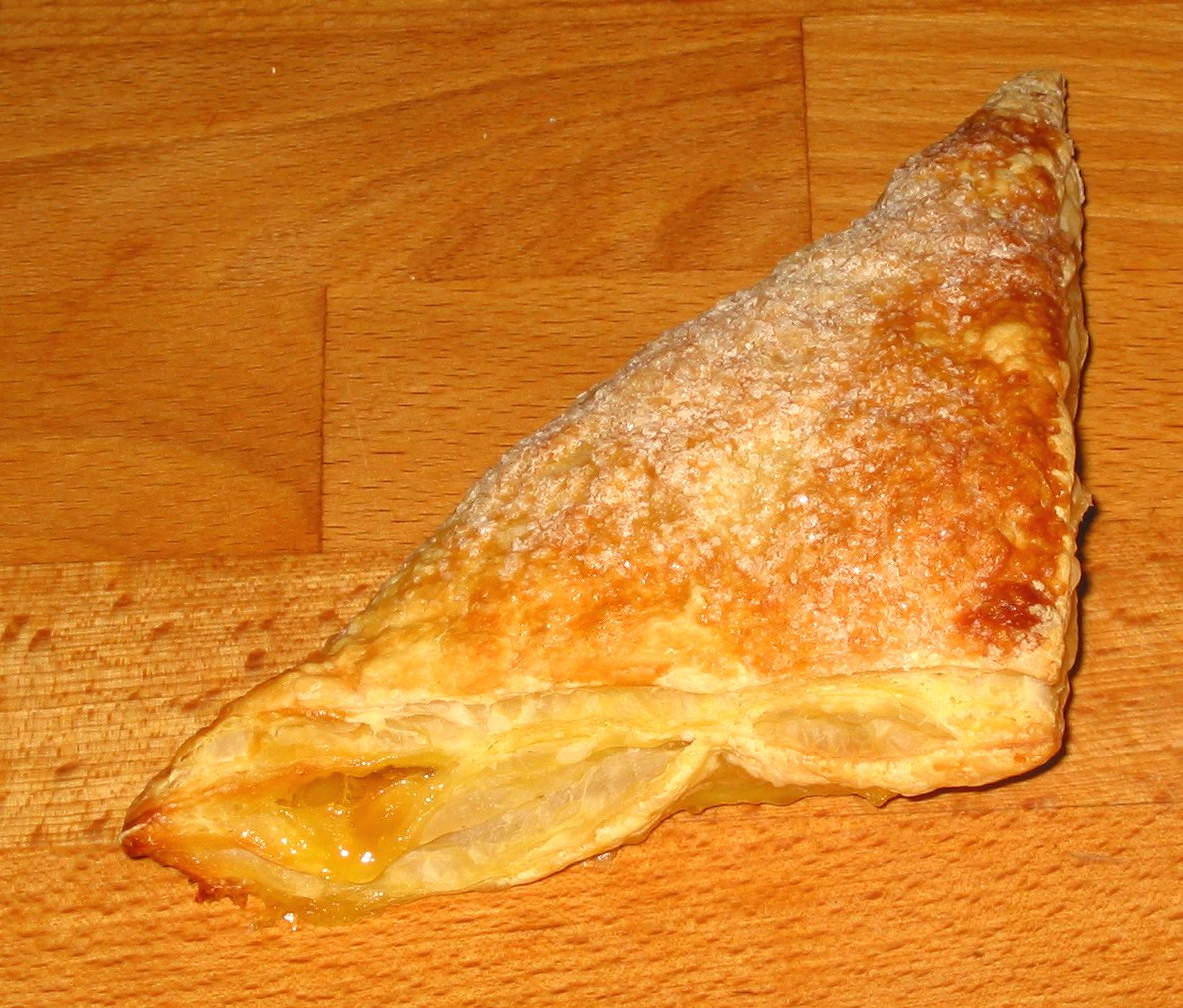
Appelflap aus Blätterteig

Appelflap ist ein süßes niederländisches Gebäck. Der Appelflap besteht aus einem Blätterteigdreieck, der mit einer Mischung aus Apfelwürfeln und Zimt gefüllt wird. Zur Verfeinerung kann die Mischung mit einer Mandelmasse, Korinthen und/oder Rosinen ergänzt werden. Während oder unmittelbar nach dem Backen wird Kristallzucker über den Appelflap gestreut.
In manchen Regionen der Niederlande wird der Name „Appelflap“ auch für ein im Rest des Landes als „Appelbeignet“ bezeichnetes Siedegebäck aus Apfelscheiben verwendet. Neben dem Oliebol ist dieser Appelflap eine beliebte Leckerei zu Silvester.